# Pohár AFC 2022
Sezóna 2022 je 19. ročníkem Poháru AFC, druhé nejvyšší klubové fotbalové soutěže v Asii, kterou pořádá Asian Football Confederation (AFC). Vítězové se automaticky kvalifikují do Ligy mistrů AFC 2023/24 a vstoupí do posledního předkola této soutěže, pokud se nekvalifikují přímo ze své domácí ligy.
Tato sezóna je poslední sezónou, kdy se používá formát jaro-podzim; od následující sezóny se přejde na systém podzim-jaro. 
Posledním vítězem se stal bahrajnský klub Al-Muharraq, který v sezóně 2021 získal svůj druhý titul v Poháru AFC. Pro sezónu 2022 ovšem nezískal od AFC licenci a soutěže se tak nezúčastní.